# Tcherkassy (film)
Pour plus de détails, voir Fiche technique et Distribution.
Tcherkassy (Черкаси, Cherkasy), également connu sous le nom de U311 Cherkasy, est un long métrage ukrainien réalisé par Tymour Yachtchenko sur la défense du dragueur de mines éponyme de classe Natya, bloqué par les troupes russes dans la baie de Donuzlav, en Crimée, lors de la prise en 2014 de la base navale du sud. Le film a été créé avec le soutien de l'Agence d'État ukrainienne pour le cinéma.
La première de la version festival du film a eu lieu le 16 juillet 2019, au Festival international du film d'Odessa. La version de distribution du film est sortie en Ukraine le 27 février 2020 par Multi Media Distribution (MMD) UA.

## Synopsis
Myshko et Lev sont des hommes d'un village ukrainien qui, pour diverses raisons, se retrouvent sur le navire de guerre de la marine ukrainienne U311 Tcherkassy. Le navire est stationné dans le port du lac de Crimée Donuzlav, pendant les manifestations publiques et événements de Maïdan en 2014.
Au moment où l'équipage du dragueur de mines Tcherkassy s'entraîne, le président Ianoukovitch fuit l'Ukraine, et la Crimée est saisie par des «petits hommes verts». L'occupation de la péninsule de Crimée commence. Le navire retourne à la base, mais le port est déjà perdu. Le Tcherkasy, avec les autres navires de la flotte ukrainienne, se retrouvent bloqués dans le lac Donuzlav lorsque le chenal vers la mer est obstrué par des navires sabordés.
Les navires ukrainiens se rendent les uns après les autres. Seul l'équipage du Tcherkasy résiste et poursuit un combat courageux, bien que sans espoir, contre l'ennemi.

## Fiche technique
- Titre : Tcherkassy
- Titre original : Черкаси (Cherkasy)
- Réalisation : Tymour Yachtchenko
- Scénario : Robert Kvilman et Tymour Yachtchenko
- Musique : Anton Baibakov et Katya Chilly
- Direction artistique : Oleksiy Velichko
- Costumes : Darya Kochnieva
- Photographie : Yuriy Dunay
- Son : Oleh Holovoshkin, Farid Mbaydin et Yevhenii Prykashchykov
- Maquillage : Maria Pylunska
- Montage : Viktor Onysko (mort au combat)[2] et Ivan Zaplotinskiy
- Production : Irina Klymenko et Marta Lotysh
- Pays de production :  Ukraine et  Pologne
- Durée : 102 minutes

## Distribution
- Yevhen Lamakh : Mychko (Mykhaylo), marin senior
- Dmytro Sova : Lev, marin
- Roman Semysal : Youri Fedach, capitaine de 3e rang, commandant du navire
- Vadym Lyalko : aspirant
- Ruslan Koval : Serhiy, contremaître
- Yevhen Avdieyenko:  Іllya
- Oleh Chtcherbyna : « Hare »
- Mykhaylo Voskoboynyk : « Sport »
- Oles Katsion : cuisinier
- Maksym Zapissotchnyy : Hena, contremaître
- Serhiy Detiouk : navigateur
- Dmytro Havrylov : Vadym Boyko, Lieutenant
- Tymour Aslanov : mécanicien sénior
- Vitalina Bibliv : mère de Mychko
- Orest Harda : père de Mychko
- Valery Astakhov : chef du village
- Oleksandr Laptiy : Tagir
- Alexandra Bohna Rodzik
- Oleh Karpenko

## Tournage

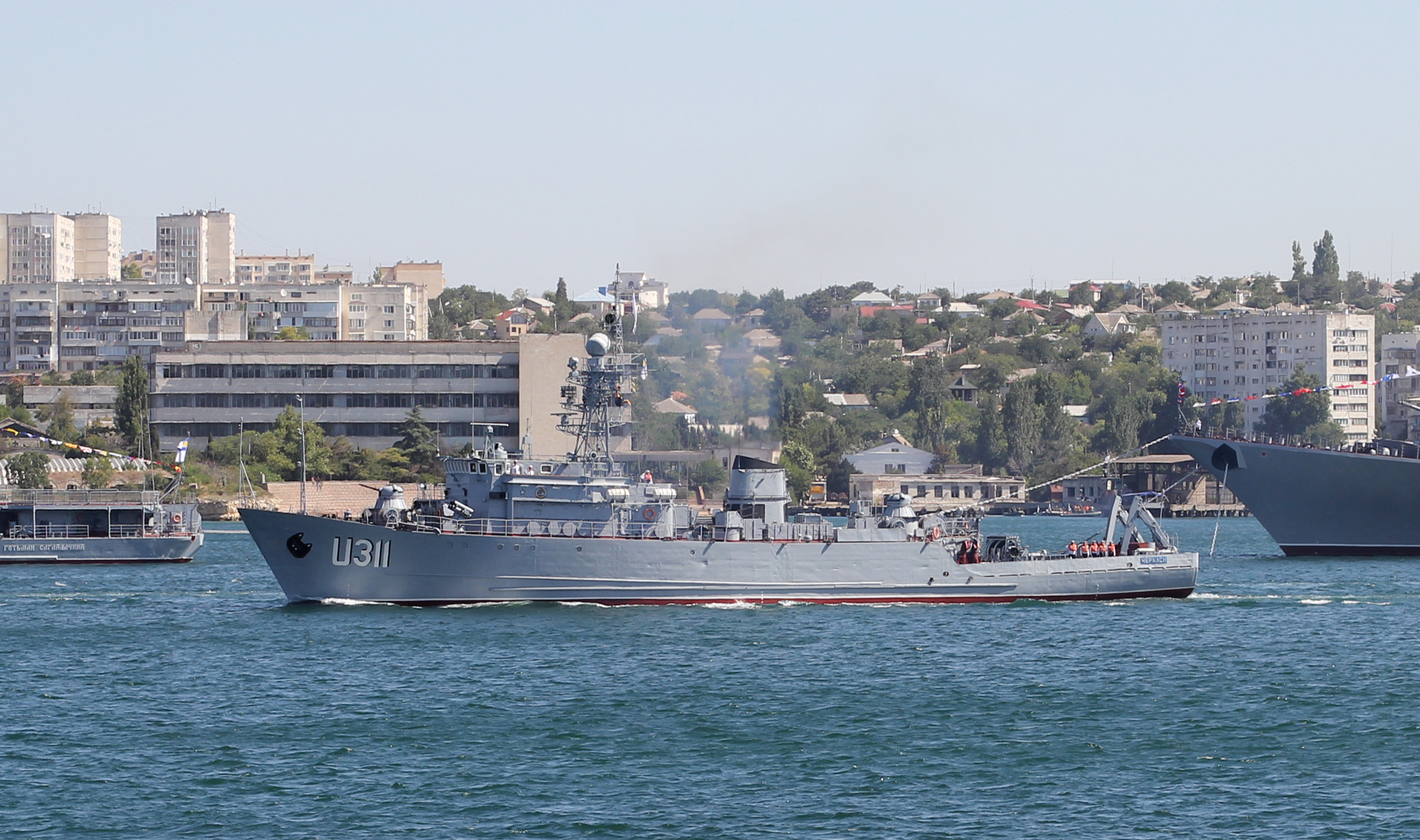
Le navire U311 Cherkasy en 2012.

Début avril 2017, Yuriy Tkachenko, le président de l'administration régionale de Tcherkassy, déclare qu'en avril 2017, la région d'Odessa continuerait à tourner un film sur le dragueur de mines Tcherkasy. Officiellement, le tournage des événements de Donuzlav a commencé le 18 avril 2017, au large d'Otchakiv et de Flèche de Kinbourn. Pour le tournage, la scène des navires russes coulés avec lesquels les envahisseurs ont bloqué la route du Cherkasy a été recréée. Au lieu du véritable dragueur de mines Tcherkasy, que la Russie n'a jamais rendu à l'Ukraine, le remorqueur de la flotte ukrainienne Korets est utilisé pour le tournage. Yuri Fedash, le vrai commandant du Tcherkasy, est le consultant militaire du film.
Les scènes avec des apparitions pro-russes en Crimée sont tournées à Odessa. Le tournage est également réalisé dans un village de l'oblast de Tchernihiv.

## Budget
Le budget total du film est d'environ 40 millions de Hryvnias, dont le soutien de Goskino était d'environ 17,3 millions. Le reste du budget a été fourni par la marine des forces armées ukrainiennes des régions d'Odessa et de Tchernihiv. En février 2019, les créateurs ont collecté 350 000 hryvnias pour la post-production (200 000 ont été collectés sur la plateforme de financement participatif biggggidea, ainsi que 150 000 hryvnias, qui ont été ajoutés par la Fondation internationale de la Renaissance).

## Sortie
Initialement, il est prévu que le film sorte le 24 août 2018 le jour de l'indépendance de l'Ukraine, mais il est reporté à 2019.
La première ukrainienne de la version festival du film a lieu le 16 juillet 2019 au Festival international du film d'Odessa 2019, où le film concourt dans la section Films nationaux - longs métrages. Le 15 octobre, le film est présenté en première internationale au Festival du film de Varsovie 2019, où il participe à la compétition principale.
Le distributeur MMD UA sort en Ukraine la version du film pour le public le 27 février 2020,.
Le 14 octobre 2020, la première version télévisée du film sort en Ukraine sur la chaîne de télévision "1 + 1".

## Analyses
Le film Tcherkassy est le premier film ukrainien sur l'annexion de la Crimée et il est devenu important pour le sentiment de l'identité ukrainienne.

## Récompenses et nominations

### Récompenses
- Dzyga d'or 2021 : Prix de la Meilleure musique attribué à Anton Baibakov
- Ukraïna! Festival Filmowy 2020 : Prix du Meilleur film attribué à Tymour Yachtchenko
- Veterans Film Festival 2020 : Prix du meilleur film attribué à Tymour Yachtchenko, Irina Klymenko et Marta Lotysh
- Dzyga d'or 2021 : Prix de la Meilleure musique attribué à Anton Baibakov

### Nominations
- Ukrainia Film Critics 2019 : nommé pour le prix de Meilleur film, pour le prix de découverte de l'année, pour le prix de Meilleur réalisateur et pour le prix de meilleur acteur
- Festival International du Film d'Odessa : nommé pour le prix du Programme de compétition nationale
- NNW Film Festival 2020 : nommé pour le Prix du Meilleur film en compétition internationale
- Dzygo d'Or 2021 : nommé pour le prix de Meilleur acteur, pour le Prix de Meilleur second rôle masculin, pour le prix de Meilleur film, pour le prix du Public.